# Ігл-Лейк (Вісконсин)
Ігл-Лейк (англ. Eagle Lake) — переписна місцевість (CDP) в США, в окрузі Расін штату Вісконсин. Населення — 1251 особа (2020).

## Географія
Ігл-Лейк розташований за координатами 42°41′44″ пн. ш. 88°7′44″ зх. д. / 42.69556° пн. ш. 88.12889° зх. д. (42.695587, -88.128844).  За даними Бюро перепису населення США в 2010 році переписна місцевість мала площу 7,79 км², з яких 5,64 км² — суходіл та 2,15 км² — водойми.

## Демографія
Згідно з переписом 2010 року, у переписній місцевості мешкали 1192 особи в 466 домогосподарствах у складі 320 родин. Густота населення становила 153 особи/км².  Було 629 помешкань (81/км²).
Расовий склад населення:
| - 97,0 % — білих - 0,6 % — чорних або афроамериканців - 0,6 % — азіатів - 0,5 % — корінних американців |

До двох чи більше рас належало 0,7 %. Частка іспаномовних становила 4,4 % від усіх жителів.
За віковим діапазоном населення розподілялося таким чином: 22,4 % — особи молодші 18 років, 68,0 % — особи у віці 18—64 років, 9,6 % — особи у віці 65 років та старші. Медіана віку мешканця становила 40,4 року. На 100 осіб жіночої статі у переписній місцевості припадало 108,4 чоловіків;  на 100 жінок у віці від 18 років та старших — 109,8 чоловіків також старших 18 років.
Середній дохід на одне домашнє господарство  становив 84 614 долари США (медіана — 75 476), а середній дохід на одну сім'ю — 86 804 долари (медіана — 79 271). За межею бідності перебувало 1,9 % осіб, у тому числі 6,5 % дітей у віці до 18 років та 0,0 % осіб у віці 65 років та старших.
Цивільне працевлаштоване населення становило 713 осіб. Основні галузі зайнятості: виробництво — 34,9 %, освіта, охорона здоров'я та соціальна допомога — 20,1 %, науковці, спеціалісти, менеджери — 12,9 %, будівництво — 7,0 %.